# Jürgen Mauthe
Jürgen Mauthe (* 4. Januar 1950) ist ein ehemaliger deutscher Fußballspieler.

## Karriere
Der Mittelfeldspieler kam im Trikot der SpVgg Erkenschwick in der Saison 1975/76 zu seinen ersten Einsätzen in der zweiten Bundesliga. Nach dem Abstieg der Erkenschwicker wechselte er zum Amateurligisten DSC Wanne-Eickel. Unter Trainer Günter Luttrop wurde Jürgen Mauthe mit dem Klub in der Spielzeit 1977/78 souverän Meister der Verbandsliga Westfalen und schaffte in der Aufstiegsrunde den Sprung in die 2. Bundesliga Nord. In der Saison 1978/79 überzeugte Mauthe mit 37 Einsätzen und zwölf geschossenen Toren. Die folgende Spielzeit 1979/80 endete mit dem Abstieg des DSC Wanne-Eickel, Jürgen Mauthe kam dabei auf 20 Einsätze und zwei Tore.